# Girolimoni, il mostro di Roma
Girolimoni, il mostro di Roma è un film del 1972 diretto da Damiano Damiani e interpretato da Nino Manfredi, basato su vicende realmente accadute. Narra la vicenda di Gino Girolimoni, vittima di un grave errore giudiziario, ingiustamente accusato di pedofilia e violenza sessuale.

## Trama
Tra il 1924 e il 1927, a Roma, un misterioso individuo commette impunemente una serie di delitti: rapisce bambine del popolo e, dopo averle uccise, le abbandona nei parchi della periferia. Ogni tentativo di catturarlo risulta inutile: la gente, in preda al panico e all'esasperazione, accusa la polizia di inefficienza. Sterbini, un vetturino sopraffatto dalla vergogna di essere forse indicato nel quartiere come l'assassino, si uccide avvelenandosi. Un brigadiere riesce a costruire prove considerate inattaccabili accusando un fotografo, Gino Girolimoni. Soltanto dopo pochi giorni il castello di accuse crolla e l'uomo, che è innocente, nel 1928 viene liberato alla chetichella. Su ordine dello stesso Mussolini la stampa di regime non dà notizia della sua scarcerazione e, una volta libero, si accorge che il suo nome è diventato simbolo di mostruosità; si reca nelle redazioni dei quotidiani per una rettifica, ma il vero colpevole, un giovane erbivendolo che ha problemi psichici, aiutato e sorvegliato dai familiari, non commetterà più alcun omicidio. Il fotografo, aiutato da un giovane giornalista, cercherà ancora di individuare il colpevole, ma sarà tutto vano; farà in tempo ad assistere alla fine del fascismo e alla caduta di Mussolini, ma finirà i suoi giorni in miseria.

## Ambientazione storica
La serie di delitti e l'arresto di Girolimoni accaddero nel periodo di transizione dalla democrazia alla dittatura di Benito Mussolini, il quale impegnò molte risorse nella vicenda. Uno dei primi sospettati si suicidò con del veleno; tuttavia la polizia non lo considerò responsabile. Gino Girolimoni, fotografo e intermediario, venne arrestato nel 1927 con l'accusa di omicidio volontario e i giornali diedero un'enorme eco alla notizia.
Tuttavia le prove certe che confermassero l'accusa erano inesistenti e solo in un secondo tempo si pensò che Girolimoni fosse innocente e che non c'entrasse nulla con i delitti. Gino Girolimoni era estraneo alla catena di omicidi, ma la procura di allora volle tacere il fatto. Pochi mesi dopo l'arresto, Girolimoni fu scagionato e rilasciato, ma i giornali fecero passare la notizia sotto silenzio. Solo alcuni innocentisti, tra cui il commissario Giuseppe Dosi lo riabilitarono, ma Girolimoni vide la sua reputazione distrutta e fino alla sua morte avvenuta nel 1961 fu creduto da molti il "mostro di Roma".